# درباره مرگ‌های آزاردهندگان
د مورتیبوس پرسکوتوروم (De mortibus persecutorum) درباره مرگ‌های آزاردهندگان  یک اثر آمرزشی ترکیبی تاریخی و مسیحی توسط فیلسوف رومی لاکتانتیوس است که مدتی پس از سال ۳۱۶ پس از میلاد به زبان لاتین نوشته شده‌است.

## مطالب
پس از موسسات الهی به یاد ماندنی، «دربارهٔ مرگ‌های آزاردهندگان» احتمالاً مهم‌ترین اثر باقی‌مانده از لاکتانتیوس است، یک گرویده به مسیحیت که در دربار هر دو بت‌پرست خدمت می‌کرد. دیوکلتیان و مسیحی کنستانتین بزرگ. در این اثر، لاکتانتیوس با جزئیات گهگاهی ارتداد و مرگ در وحشیانه‌ترین آزار و اذیت مسیحیان را شرح می‌دهد. چند فصل اول به اختصار به پایان‌های نخستین آزاردهنده‌های مسیحی می‌پردازد: نرون، دومیتیان، دقیانوس، والرین و اورلیان. اما بخش عمده‌ای از کار مربوط به اعمال و مرگ‌های حکومت چهارسالاری است: دیوکلتیان، ماکسیمیان، گالریوس، کنستانتیوس کلوروس، ماکسیمینوس دایا، کنستانتین بزرگ و ماکسنتیوس. این یکی از مهم‌ترین منابع اولیه موجود برای [آزار و شکنجه ضد مسیحی دیوکلتیان] مسیحیان است که توسط دیوکلتیان و گالریوس در سال ۳۰۳ پس از میلاد آغاز شد و حاوی اطلاعاتی در مورد افراد و رویدادهای آن دوره است که در هیچ جای دیگری به چشم نمی‌خورد.

در مورد دلیل نوشتن خود، لاکتانتیوس در فصل ۱ می‌گوید: 
«از پایان آن مردان خوب فکر کردم که روایتی را منتشر کنم، تا همه کسانی که در دور هستند، و همه کسانی که بعداً برخیزند، بیاموزند که چگونه خداوند متعال قدرت و عظمت حاکمیت خود را در ریشه‌کن کردن و نابودی کامل دشمنان نام خود نشان داد.»

در حالی که این نقل قول ماهیت معذرت خواهی این اثر را آشکار می‌کند، لاکتانتیوس نیز کاملاً از اهمیت تاریخی آن آگاه بود، و گفت: 
«من همه آن چیزها را به اختیار افراد آگاه نقل می‌کنم، و فکر کردم مناسب است که آنها را متعهد کنم. دقیقاً همان‌طور که اتفاق افتاده‌است بنویسید تا مبادا خاطره وقایع بسیار مهم از بین برود، و مبادا تاریخ‌نویس آینده آزاردهنده حقیقت را تباه کند."
چندین شخصیت تاریخی به‌طور کامل یا عمدتاً از روایت لاکتانتیوس در «دربارهٔ مرگ‌های آزاردهندگان» برای ما شناخته شده‌است، از جمله: پریکا، همسر دیوکلتیان. گالریا والریا، دختر دیوکلتیان و همسر گالریوس. کاندیدیانوس، پسر گالریوس؛ فلاویوس والریوس سوروس، کوتاه مدت آگوستوس (عنوان) غرب؛ و فلاویوس سوریانوس، پسر سوروس.

## رؤیای صلیب کنستانتین
یکی از مهم‌ترین قسمت‌های «دربارهٔ مرگ‌های آزاردهندگان» در فصل XLIV رخ می‌دهد که در آن لاکتانتیوس نبرد پل میلوین و ظهور خدا به انسان را توصیف می‌کند که کنستانتین درست قبل از نبرد تجربه کرده بود. متفاوت از روایت یوسبیوس قیصریه که به‌طور خاص رؤیایی از یک صلیب در آسمان را با کلمات، شما با این علامت پیروز خواهید شد بازگو می‌کند، لاکتانتیوس رؤیایی را توصیف می‌کند که در آن به کنستانتین دستور داده می‌شود تا صلیب کای-رو بر سپر سربازانش نقاشی کند.

## فرمان میلان
این اثر نیز یکی از منابع به همراه «تاریخ کلیسایی» یوسبیوس قیصریه از به اصطلاح فرمان میلان است. این سند در اینجا توسط لاکتانتیوس به زبان لاتین اصلی ثبت شده‌است در حالی که نسخه یوسبیوس قیصریه ترجمه ای از لاتین به یونانی است.

## تاریخچه خطی
جروم در اثرش، De Viris Illustribus از "درباره مرگ‌های آزاردهندگان" در میان آثار لاکتانتیوس یاد کرده‌است. ژروم این اثر را «De Persecutione» نامید و این اثر برای قرن‌ها گم شده تلقی می‌شد تا اینکه در سال ۱۶۷۸ یک نسخه خطی کشف شد که در کتابخانه صومعه آگوستین در Moissac فرانسه نگهداری می‌شد. چندین دهه پس از کشف، صحت این اثر مورد مناقشه محققان بود. محقق فرانسوی «رنه پینشون» به‌طور قاطع ثابت کرد که لاکتانتیوس نویسنده آن است و این دیدگاه متعاقباً توسط اکثر محققان پذیرفته شده‌است. .
از زمان کشف مجدد، این اثر چندین بار به انگلیسی ترجمه شده‌است،

## جنجال و انتقاد
کشف "درباره مرگ‌های آزاردهندگان" در قرن هفدهم باعث ایجاد اختلاف نظر شد. به عنوان مثال، به نظر می‌رسد که ذکر لاکتانتیوس مبنی بر ورود رسول پطرس به رم در زمان سلطنت نرون، با اعتقاد ثابت شده کلیسای کاتولیک که پطرس خیلی زودتر در سال ۴۴ بعد از میلاد آمده بود، در تضاد است.این اثر نیز توسط پروتستانتیسم محققینی که تلاش کردند ظالمان جفاگر حکومت چهارسالاری را با لوئی چهاردهم فرانسه و جیمز دوم، پادشاه انگلستان مقایسه کنند، تصاحب شد.
لاکتانتیوس مدت‌هاست که به‌عنوان ناظر مغرضانه وقایعی که ثبت می‌کند مورد انتقاد قرار می‌گیرد و به جای تاریخ، مباحثه می‌نویسد. تیموتی بارنز این موضع را در مورد «دربارهٔ مرگ‌های آزاردهندگان» خلاصه کرد و گفت: «تعصبات و نظرات قوی لاکتانتیوس این ظن را تقویت می‌کند که او باید حقایق را مطابق با تز خود تنظیم کرده باشد.»
در قرن چهارم و پنجم نویسندگان مسیحی نوعی مرگ کثیف و نفرت‌آور، چه در اثر بی‌اختیاری روده یا آلودگی دستگاه تناسلی به کرم، یا هر دوی آن را به عنوان عاقبت بد کسانی که «دشمن خدا» بودند، ارائه می‌کرد.